# Franz Liszt
Franz Liszt (na mađarskom: Liszt Ferenc), (Rajnof, 22. listopada 1811. – Bayreuth, 31. srpnja 1886.), mađarski skladatelj.
Muž njegove kćeri Richard Wagner proriče mu da će propasti zbog svog viteškoga duha. No, Liszt je proživio vrlo buran i dug stvaralački vijek, doprijevši u sam vrh krune najistaknutijih majstora glazbene romantike. Taj skladatelj, pijanist, dirigent i glazbeni pisac, rođenjem Mađar, odgajan u Beču i Parizu, jedan je od najkontroverznijih umjetnika što ih je povijest glazbe poznavala. Iako iskreno zabrinut za spas duše, Liszt nije prezao od mnogih skandaloznih veza s udatim damama Europe. Divio se velikim glazbenim klasicima, ali pisao je i djela koja revolucioniraju glasovirsko umijeće i simfonijsku formu. U Lisztovu opusu devetnaest Mađarskih rapsodija zacijelo ide među njegova najpopularnija djela.
Koncertirao je od svoje devete godine, pretežno u Parizu gdje se kretao i formirao u krugu istaknutih ličnosti. Na koncertnim turnejama po Europi fascinirao je svojim virtuozitetom, muzikalnošću i umjetničkim temperamentom. Godine 1849. prihvaća službu dvorskog glazbenog ravnatelja u Weimaru, a kao skladatelj i pedagog postaje vodeća ličnost kruga učenika i pristaša predstavnika tzv. novonjemačke škole. Neko vrijeme djelovao je i u Rimu, gdje studira teologiju, prima niže duhovne redove i sklada pretežno crkvenu glazbu. Kao pijanist začetnik je nove ere virtuoziteta i stvaratelj moderne klavirske tehnike i sloga. U orkestralnoj glazbi izgradio je novi oblik - simfonijsku pjesmu. Inspirirao se najčešće literarnim sadržajima tražeći tematiku u kojoj ima stvarne ili simboličke srodnosti s njegovim životom i romantičkom prirodom.

## Vanjske poveznice
- Demko Miroslav: Franz Liszt compositeur Slovaque, L´Age d´Homme, Suisse, 2003.